# Pelikán Ferdinánd
Pelikán Ferdinánd (Szakolca, 1814. május 25. – Kemence, 1864. május 29.) római katolikus plébános.

## Élete
Papnövendék lett és a pozsonyi Emericanumba küldték. 1831-től a bölcseletet és teológiát Nagyszombatban végezte. 1837. szeptember 22-én szentelték fel. Nevelő volt a báró Mednyánszky családnál Beckón, 1838-tól segédlelkész Nagyjácon és 1840-től Pozsonyban. 1844. augusztus 5-én a nagyszombati papnevelőben a nyelvek és mindkét szövetség tanára lett, később pedig az esztergomi papnevelőben. A pápa tiszteletbeli kamarása lett. 1859. november 26-án Kemencén (Hont megye) lett plébános, ott is hunyt el 1864-ben.
Latin költeménye van a Jubilaeum Dno Joanni Bapt. Scitovszky ... Viennae, 1859. című munkában.

## Művei
- Simeon, Bucolicon sacrum, Joanni B. Cardinali Scitovszky, Princ. Prim. et Al. Episcopo Strig. dum Viennae cum sacra purpura remearet a Strigoniensi Ant. S. Steph. Semin. oblatum. Viennae, 1853.
- Iter Romanum Emin. ac Rev. Dni S. R. E. Cardinalis Presbyteri a Sancta Cruce in Jerusalem Domini Principis, Primatis Regni Joannis Bapt. Sctivoszky de Nagykér Archi-Praesulis et Patris Benignissimi reditui faustissimo in Epiphaniae Dominica dicatum ab Antiquissimo S. Stephani seminario. Strigonii, 1855. (Költ.).
- Triumphus Corporibus SS. Martyrum Lugentis, Valentini et Modestinae, aliorum item octo insignibus reliquiis dum Dominica II. post Pascha a D. 1855. in cathedralem Strigoniensem ductu solenni ferrentur. Uo.
- Mnemosynum in consecrationem metropolitanae basilicae Strigoniensis ab emin. dno cardinale Joanne Bapt. Scitovszky 1856. ritu solenni auspicatum ex parte ant. ad S. Stephanum p. r. seminarii devote oblatum. Uo. (Latin, magyar, német és tót költemények).
- Historia revelationis 1859. (Kőnyomat.).

Szerkesztette 1848-ban a Vudce z Trnavi (Nagyszombati vezér) című szlovák lapot Bohumil című melléklettel Nagyszombatban.